# Lambert von Arras
Lambert von Arras († 1115) war seit dem 10. Juli 1093 der erste Bischof des wiedererrichteten Bistums Arras. Er gehörte der Familie der Grafen von Guînes an.
Lambert, dessen Schriften stark von den Begrifflichkeiten und Aktivitäten der Gottesfriedensbewegung geprägt sind, nahm 1095 an der Synode von Clermont teil und hinterließ detaillierte Nachrichten über die Dekrete, die dort von Papst Urban II. erlassen wurden. Auf dem Hinweg zum Konzil, zu dem er neben der Teilnahmeaufforderung seines Reimser Metropoliten auch eine persönliche Einladung des Papstes erhalten hatte, wurde er von Guarnerius von Pont, dem Bruder des Bischofs von Troyes, gefangen genommen und mehrere Tage festgehalten.
Sein Register, der Liber Lamberti, wurde in der Kathedralbibliothek von Arras aufbewahrt und ist im Original heute verloren. Zwei Abschriften aus dem 17. Jahrhundert befinden sich noch in der Stadtbibliothek von Arras. Darin sind Ereignisse aus der Regierungszeit des Bischofs Lambert aufgezeichnet, darunter die Trennung des Bistums Arras vom Bistum Cambrai, sowie seine Briefe und Erlasse und das, was er 1095 in Clermont erlebte.
1097 bestätigte er die Umwandlung der Einsiedelei des Kuno von Praeneste, des späteren Kardinals und Erzbischofs, in ein Kloster.